# 船橋カントリークラブ
船橋カントリークラブ（ふなばしカントリークラブ）は、千葉県白井市にあるゴルフ場である。

## 概要
1955年（昭和30年）代前期、千葉県印旛郡白井村は、市川から利根に抜ける木下街道が通っていた、昔は戦車が通った道で流産街道の異名があった。その沿線は、広大でなだらかな雑木林が広がっていたが、道らしき道が見当たらなかった。1959年（昭和34年）、戦後の第1次ゴルフ場建設ブームがこの地域にきた、新たなゴルフ場の建設に向けて経営母体「京葉観光開発株式会社」が設立され、社長に鈴木武が、理事長に浅井義一が就任した。
ゴルフ場の建設用地は、印旛郡白井村清戸地区の用地の買収は順調に進み、コース設計を富澤誠造に依頼した。「道らしい道がなかったから、ゴルフ場用地が残っていたのだ」と富澤いった。富澤は白井村に居住し、戦前は、白井村に隣接する「武蔵野カンツリー倶楽部・六実コース」（1926年（昭和元年）開場、設計・大谷光明）のグリーンキーパーであり、「武蔵野カンツリー倶楽部・藤ヶ谷コース」（1929年（昭和4年）開場、設計・赤星六郎）でも造成監督を務めた。
1961年（昭和36年）9月、経営母体の名称を「株式会社船橋カントリー倶楽部」に変更し、同年11月、18ホールのコースの造成工事を着工した。1962年（昭和37年）4月21日、ゴルフ場が開場された。コースの特徴は、ベント芝と高麗芝の2グリーンで、全ホールが同じ距離で、ティーグラウンドの位置が違うコースだった。その後、クラブ名を「船橋カントリークラブ」に名称変更し、18ホールを増設して計36ホール規模のゴルフ場が完成した。
1969年（昭和44年）2月、旧コースの南隣に、新コース「船橋ゴルフコース」18ホールが完成し、開場された。旧コースはメンバー中心のコース、新コースはビジターのコースという運営だった。しかし、新コースの用地は千葉県有地で、千葉ニュータウンと北総鉄道北総線の建設のため、1975年（昭和50年）、ゴルフ場用地の明渡請求が出された。
新コースの用地の千葉県企業庁の立入検査では、クラブの全従業員がピケを張り抵抗したが、1982年（昭和57年）11月、千葉県との和解が成立した。1983年（昭和58年）1月31日、新コースは開場後14年間の営業を閉じた。クラブの「開場20年誌」には「1度プロの晴れ舞台にしてみたかった」と記録されている。

## 所在地
〒270-1415 千葉県白井市清戸703番地

## コース情報
- 開場日 - 1962年4月20日
- 設計者 - 富沢 誠造
- 面積 - 990,000m2（約29.9万坪）
- コースタイプ - 林間コース
- コース - 18ホールズ、パー72、7,007ヤード、コースレート70.9
- フェアウェー - コウライ
- ラフ - ノシバ
- グリーン - 2グリーン、ベント、ニューベント
- ハザード ^ バンカー108、池が絡むホール8
- ラウンドスタイル - 全組キャディ付、1組4人が原則、状況によりツーサム可、火曜日セルフ営業
- 練習場 - 22打席220ヤード
- 休場日 - 毎週火曜日、12月31日、1月1日[2][3]

## クラブ情報

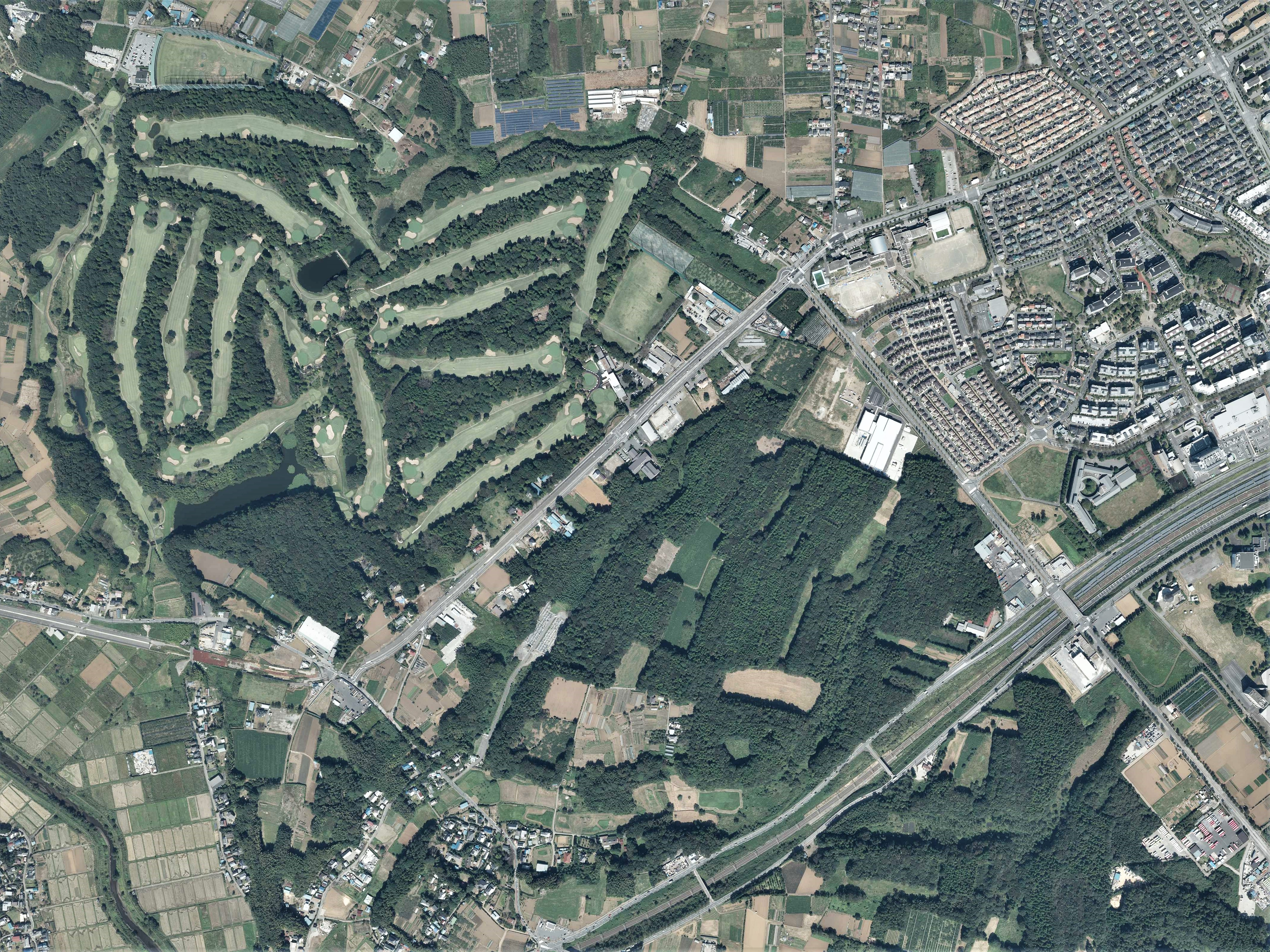
現「船橋カントリークラブ」と1983年に閉場した「船橋ゴルフコース」全体の空中写真。現コースから道路を挟んで右下（南東）の林の中にグリーンの痕跡が残っている。
2019年10月5日撮影。。

- ハウス面積 - 2,904m2（878.4坪）
- ハウス設計 - 福永 満八
- ハウス施工 - 福永設計事務所[2][3]

## ギャラリー
- コース - 「船橋カントリークラブ」、コース案内、2021年5月13日閲覧
- ハウス - 「船橋カントリークラブ」、施設案内、2021年5月13日閲覧

## 交通アクセス
鉄道
- 北総線 - 千葉ニュータウン中央駅より クラブバス利用約5分[4]

車
- 東関東道 - 千葉北ICより 19Km 約35分
- 常磐道 - 柏ICより 22Km 約40分[4]

## 関連文献
- 『ゴルフ場ガイド 東版』、2006-2007、「船橋カントリークラブ」、東京 ゴルフダイジェスト社、2006年5月、2021年5月13日閲覧
- 『美しい日本のゴルフコース BEAUTIFUL GOLF CULTURE IN JAPAN 日本のゴルフ110年記念 ゴルフは日本の新しい伝統文化である』、ゴルフダイジェスト社「美しい日本のゴルフコース」編纂委員会編、「設計家・富澤誠造は、手がけたコースで最も愛着があると思った」、東京 ゴルフダイジェスト社、2013年12月、2021年5月13日閲覧